# トマ・ヴァンサンシーニ
トマ・ヴァンサンシーニ（Thomas Vincensini 、1993年9月12日 - ）は、フランス・バスティア出身のサッカー選手。リーグ・ドゥ・バスティア所属。ポジションは、ゴールキーパー。